# Фаркаш, Владимир
Владимир Фаркаш (венг. Farkas Vladimir; 12 августа 1925, Кошице, Первая Чехословацкая республика — 13 сентября 2002, Будапешт) — венгерский коммунист еврейского происхождения, подполковник Управления госбезопасности ВНР. Сын видного деятеля КПВ—ВПТ, министра обороны ВНР Михая Фаркаша. Один из организаторов массовых репрессий, ближайший сподвижник Габора Петера. Лично вёл допросы, был известен особой жестокостью. После падения режима Ракоши арестован и осуждён на 12 лет тюрьмы. Освобождён досрочно. После демонтажа коммунистического режима в Венгрии выразил раскаяние и опубликовал мемуары.

## Семейное происхождение
Родился в семье венгерского еврея — коммунистического активиста Германна Лёви. При рождении получил имя Владимир Лёви — в честь В. И. Ленина. Первые годы жизни провёл в Чехословакии. С ранней юности был вовлечён в коммунистическое подполье, отличался фанатичной идейностью. Впоследствии говорил о «неразрывной связи детства с полицией и тюрьмой».
Отношения в семье были нестабильны, что также повлияло на характер Владимира. Регина Лёви, мать Владимира, коммунистическая активистка, отличалась неуравновешенностью. Когда Германн Лёви находился в тюрьме, Регина развелась с мужем, в 1929 предприняла неудачную попытку самоубийства и уехала во Францию. После освобождения эмигрировал в СССР и отец Владимира. До 14 лет Владимир Лёви воспитывался Янкой Лёви, бабушкой по отцовской линии. Жить приходилось в условиях бедности и окружающей враждебности. Несмотря на влияние бабушки, подросток Владимир сознательно порвал с иудаизмом и еврейскими культурными традициями.

## Проживание в СССР
В 1939 году Владимир Лёви перебрался к отцу в Москву. В совершенстве выучил русский язык, старался ознакомиться с советской жизнью (в частности, проживал не в специальных коминтерновских гостиницах, а на квартире обычной женщины). Во время советско-германской войны добровольцем участвовал в оборонительных работах, рыл противотанковые рвы под Смоленском. Был эвакуирован в Уфу, работал на заводе токарем.
В 1942—1943 обучался в коммунистической партшколе. Приобрёл также специальность радиоинженера. Как и отец, сменил еврейскую фамилию Лёви на венгерскую — Фаркаш. Занимался радиопропагандой на венгерском языке. В 1945 вступил в Компартию Венгрии.

## Служба в госбезопасности
Летом 1945 года Владимир Фаркаш прибыл в Будапешт. Был определён в систему коммунистической радиопропаганды. Выполнял конфиденциальные политические поручения Михая Фаркаша и Матьяша Ракоши.
В 1946 году Владимир Фаркаш поступил на службу в Управление по защите государства (AVO). Получил лейтенантское звание. Первоначально занимался техническим обеспечением. Когда в 1948 AVO было преобразовано в Управление государственной безопасности (AVH), Владимир Фаркаш перешёл в разведывательный отдел.
На протяжении пяти лет Владимир Фаркаш являлся одним из ведущих функционеров венгерской коммунистической госбезопасности, ближайшим помощником и сподвижником директора AVH Габора Петера. Занимался внешней разведкой и внутренним политическим сыском. Играл видную роль в политических репрессиях. Участвовал в допросах таких крупных деятелей правящей ВПТ, как Ласло Райк и Янош Кадар. Отличался особой жестокостью, применял пытки к подследственным: Иосип Броз Тито во время переговоров с Хрущёвым 2 ноября 1956 года поведал ему сюжет, согласно которому Фаркаш мочился в рот Яношу Кадару, который связанным лежал на полу..

## Отстранение, суд, тюрьма
В 1952 году Габор Петер был отстранён от должности, вскоре арестован и в 1954 приговорён к пожизненному заключению. В 1953 был снят с поста министра обороны Михай Фаркаш-старший. Эти кадровые изменения серьёзно подорвали позиции Владимира Фаркаша-младшего. После смерти Сталина начались расследования «нарушений соцзаконности», в которых участвовал и новый директор AVH Ласло Пирош.
После назначения премьер-министром Имре Надя в 1955 Владимир Фаркаш подал заявление об отставке «по собственному желанию». 5 октября 1956 он был арестован. Неделю спустя был арестован и Михай Фаркаш.
13 апреля 1957 суд признал Владимира Фаркаша виновным по 11 пунктам обвинения, в том числе в пытках и убийствах на допросах. Он был приговорён к 12 годам тюрьмы. Содержался в тюрьме вместе со своим отцом и с Габором Петером.

## Путь к раскаянию
Освободился Владимир Фаркаш по амнистии в 1960 году (несколько раньше Фаркаша-старшего и Петера). Служил на мелкой должности в торговом ведомстве. В середине 1970-х работал в институте промышленных телекоммуникаций, с 1976 по 1985 — на заводе, производящем автобусы.
К политике и силовым структурам Фаркаш не допускался. Был окружён всеобщим презрением. Однако с конца 1980-х — период демонтажа коммунистического режима в Венгрии — Владимир Фаркаш стал проявлять публичную активность, давать интервью, выступать в печати.

Владимир стал одним из немногих сотрудников госбезопасности, кто публично раскаялся в содеянном. В 1990 году вышла в свет его автобиография «Нет прощения. Я был подполковником Управления госбезопасности», где он раскрыл пыточную кухню «авошей». Себя самого Фаркаш, конечно, всячески стремился обелить, но признавал, что является преступником.

Последнее десятилетие своей жизни Владимир Фаркаш занимался архивными исследованиями биографии своего отца. Скончался в возрасте 77 лет.

## Семейная жизнь
Владимир Фаркаш был трижды женат. В 1945 году его женой стала Вера Береи, дочь известного профессора-экономиста Андора Береи и известного историка Эржебет Андич. Отношения Фаркаша с родителями жены были сложны и напряжённы — Береи и Андич отличались политической принципиальностью. После ареста Фаркаша жена развелась с ним.
Впоследствии Фаркаш женился ещё дважды. В первом браке имел двух дочерей.